# Ґосцишка
Ґосцишка (пол. Gościszka) — село в Польщі, у гміні Кучборк-Осада Журомінського повіту Мазовецького воєводства.
Населення — 532 особи (2011).
У 1975-1998 роках село належало до Цехановського воєводства.

## Демографія
Демографічна структура станом на 31 березня 2011 року:
|          | Загалом | Допрацездатний вік | Працездатний вік | Постпрацездатний вік |
| -------- | ------- | ------------------ | ---------------- | -------------------- |
| Чоловіки | 259     | 53                 | 166              | 40                   |
| Жінки    | 273     | 49                 | 150              | 74                   |
| Разом    | 532     | 102                | 316              | 114                  |